# Waco CG-3
El Waco CG-3 fue un planeador militar ligero  de transporte de tropas estadounidense de la Segunda Guerra Mundial.

## Diseño y desarrollo
El CG-3A fue el primer planeador de transporte de tropas de producción de las Fuerzas Aéreas del Ejército de los Estados Unidos. Fueron ordenados inicialmente 300 CG-3A de nueve plazas, pero 200 de ellos fueron cancelados. Unos pocos de los 100 construidos por Commonwealth Aircraft (anteriormente Rearwin Aircraft) fueron usados como entrenadores para el mejorado CG-4A, pero la mayoría permaneció en sus cajas de transporte, almacenados. La producción del CG-3A fue desarrollada desde el experimental XCG-3, que fue el único construido por Waco y matriculado con el Número de Serie de las Fuerzas Armadas 41-29617.

### Papel en la Segunda Guerra Mundial
El CG-3A quedó obsoleto con el desarrollo del muy mejorado planeador de 15 plazas CG-4A diseñado por Waco con su carga alternativa de equipo militar. El CG-3A no entró en combate y varios fueron usados en limitadas tareas de entrenamiento.

## Variantes
XCG-3
Prototipo de planeador de 8 asientos, uno construido por Waco en 1942.
CG-3A
Planeador de 9 asientos de producción, 100 construidos por Commonwealth Aircraft.

## Operadores
Estados Unidos
- Fuerzas Aéreas del Ejército de los Estados Unidos

## Especificaciones (CG-3A)
Referencia datos: The Concise Guide to American Aircraft of World War II

### Características generales
- Tripulación: Dos (pilotos)
- Capacidad: Siete pasajeros
- Longitud: 13,2 m (43,3 ft)
- Envergadura: 22,3 m (73,1 ft)
- Peso vacío: 927 kg (2043,1 lb)
- Peso máximo al despegue: 1996 kg (4399,2 lb)
- Planta motriz:   . cada uno.

### Rendimiento
- Velocidad máxima operativa (Vno): 193 km/h (120 MPH; 104 kt) (remolcado)
- Velocidad crucero (Vc): 161 km/h (100 MPH; 87 kt)
- Velocidad mínima controlable (Vmc): 61 km/h (38 MPH; 33 kt)

## Aeronaves relacionadas

### Aeronaves similares
- DFS 230
- Diseños de planeadores de carga Schweizer
- Waco CG-4
- Kokusai Ku-8
- Airspeed Horsa
- General Aircraft Hotspur
- Slingsby Hengist
- Antonov A-7
- Gribovsky G-11

### Secuencias de designación
- Secuencia CG-_ (Planeadores de Carga del USAAC/USAAF, 1941-1948): CG-1 - CG-2 - CG-3 - CG-4 - CG-5 - CG-6 →
- Secuencia G-_ (Planeadores de la USAF, 1948-1955): G-2 - G-3 - G-4 - G-10 - G-13 →